# Gračane
Gračane (Servisch cyrillisch Грачане) is een plaats in de Servische gemeente Novi Pazar. De plaats telt 28 inwoners (2002).